# Elektronenbeschleuniger
Ein Elektronenbeschleuniger ist ein technisches Gerät, das freie Elektronen in eine sehr schnelle Bewegung versetzt.

## Prinzip und Arten

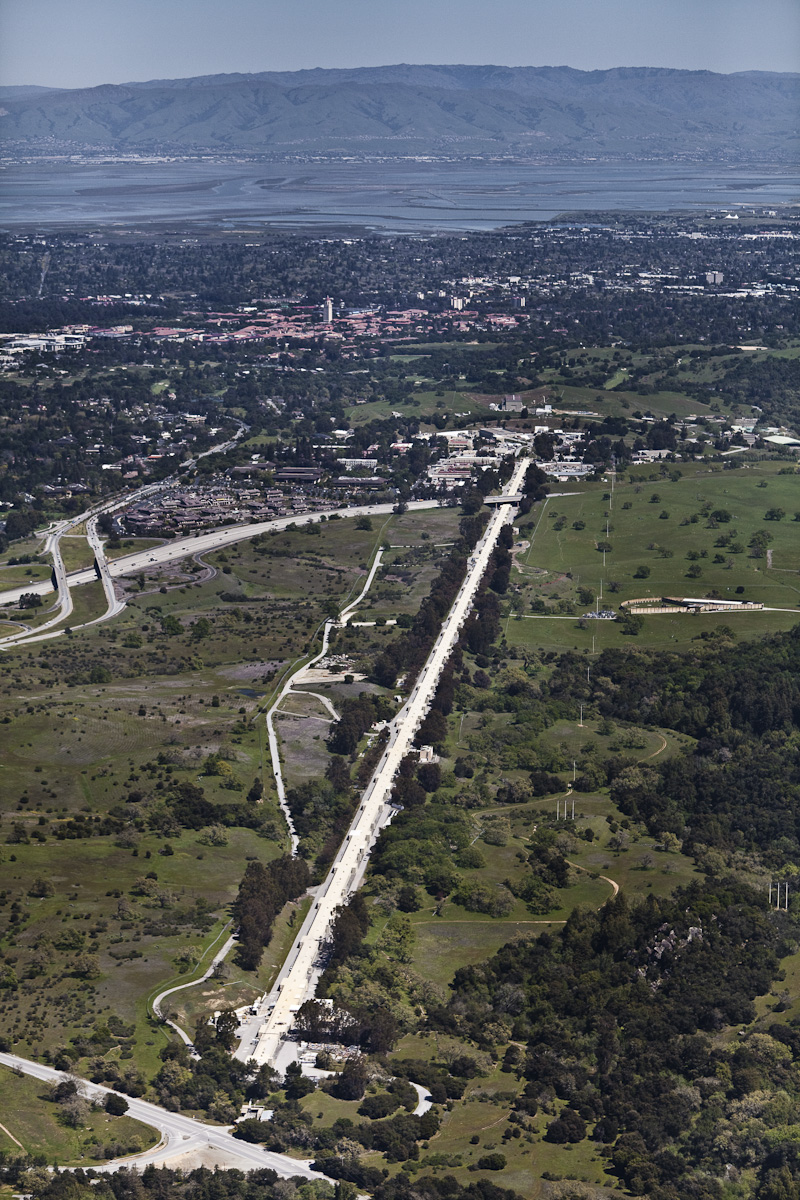
Elektronen-Linearbeschleuniger (3 km lang) am SLAC in Kalifornien

Von einer Glühkathode freigesetzte Elektronen werden zunächst mit einer Elektronenkanone in einem stationären elektrischen Feld beschleunigt. Danach werden sie durch elektrische Wechselfelder weiterbeschleunigt, entweder auf gerader Bahn (Linearbeschleuniger) oder auf mehr oder weniger ringförmiger Bahn, die durch Ablenkung in Magnetfeldern erreicht wird (Betatron, Mikrotron, Synchrotron, Rhodotron).
Elektronen können leicht auf Geschwindigkeiten nahe der Lichtgeschwindigkeit gebracht werden. Schon nach Durchlaufen einer Spannung von 80 kV (Kilovolt) haben sie 50 % der Lichtgeschwindigkeit. Bei so hohen Geschwindigkeiten muss zur Beschreibung statt der klassischen Mechanik die relativistische Mechanik angewandt werden; nach ihr kann z. B. die kinetische Energie der Elektronen auch dann noch anwachsen, wenn ihre Geschwindigkeit sich kaum noch erhöht.
Mit magnetischer Ablenkung arbeitende Beschleuniger zwingen die Elektronen auf gekrümmte Bahnen. Dabei entsteht Synchrotronstrahlung, die einerseits den Elektronen Energie entzieht (für sehr hohe Energien werden daher besser Linearbeschleuniger verwendet), andererseits jedoch als hoch brillante Quelle von  Ultraviolett- und Röntgenstrahlung genutzt werden kann.
Um den Elektronenstrahl außerhalb des Vakuums des Beschleunigers nutzen zu können, muss er ein  Austrittsfenster passieren. Dieses kann zum Beispiel aus einer wenige Mikrometer dicken Titanfolie bestehen; es gibt aber auch aerodynamische Fenster.
Die Energie der Elektronen bestimmt deren Eindringtiefe in Material.
Bei industriell verwendeten Elektronenbeschleunigern werden unterschieden
- Niederenergie-Elektronenbeschleuniger Beschleunigungsenergien von 70 keV bis 300 keV,
- Mittelenergie-Beschleuniger für 500 keV bis 3 MeV,
- Hochenergie-Beschleuniger von 3 MeV bis zu 10 MeV.

Für Forschungszwecke und zur gezielten Erzeugung von Synchrotronstrahlung werden Energien im GeV-Bereich verwendet.

## Anwendungsgebiete

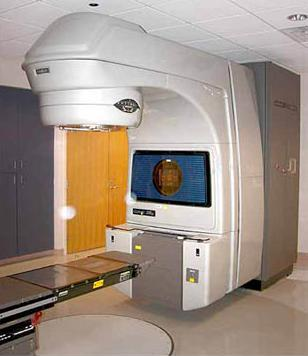
Medizinischer Elektronen-Linearbeschleuniger zur Krebsbehandlung

Elektronenbeschleuniger werden in Industrie und Medizin für verschiedene Anwendungen eingesetzt, zum Beispiel
- Elektronenstrahlschweißen
- Durchstrahlungsprüfung an dickwandigen Bauteilen
- Vernetzung von Polymeren (Gummi und Kunststoffe): Folien, Rohre, Kabelisolationen, Lacke, Farben, Kleber, Harze
- Materialanalyse
- für den Freie-Elektronen-Laser
- Sterilisation von Wasser, Abluft, medizinischem Verbrauchsmaterial, außerhalb Europas auch Lebensmitteln
- Strahlentherapie gegen Krebs, direkt mit der Elektronenstrahlung oder mittelbar durch Beschuss eines Targets für Röntgenstrahlung

## Anlagenbeispiele
- Der Beschleuniger mit der weltweit bisher höchsten Elektronenenergie, fast 50 GeV, ist der Linearbeschleuniger des SLAC in Kalifornien.
- Das Deutsche Elektronen-Synchrotron (DESY) in Hamburg, eine der weltweit ersten Anlagen für die Forschung mit Elektronen im GeV-Energiebereich, nahm 1964 den Betrieb auf.
- Bei der Elektronen-Stretcher-Anlage (ELSA) der Universität Bonn werden aus dem Elektronenstrahl Bremsstrahl-Photonen mit bis zu 3,2 GeV erzeugt.
- Speziell zur Erzeugung von Synchrotronstrahlung gebaute Anlagen gibt es heute (2015) weltweit. In Europa sind z. B. zu nennen
  - European Synchrotron Radiation Facility in Grenoble,
  - SLS in Villigen, Schweiz,
  - BESSY II in Berlin,
  - ELBE bei Dresden,
  - ANKA bei Karlsruhe.
- Kleinere Elektronenbeschleuniger arbeiten beispielsweise in weltweit rund 25 Sterilisationsanlagen, unter anderem in Kremsmünster (Österreich)  (Sterilisation medizinischer Produkte), in Kalifornien und Texas (Lebensmittelsterilisation), vier in Deutschland und eine in der Schweiz.